# Station Laroche - Migennes
Station Laroche-Migennes is een spoorwegstation in de Franse gemeente Migennes. Het is het belangrijkste spoorwegknooppunt van het departement Yonne.

## Geschiedenis
In 1849 werd het station Laroche geopend op de lijn Parijs - Tonnerre. Twee jaar later werd die lijn doorgetrokken tot Dijon en nog drie jaar later tot Lyon. In 1860 kwam er een stelplaats voor stoomlocomotieven in Migennes. In 1918 kreeg het station de naam Laroche - Migennes.
Tussen 25 juni en 11 augustus 1944 werden het station en de spoorweginstallaties het doelwit van geallieerde bombardementen met zware schade tot gevolg.
In 1949 werd de lijn tussen Laroche - Migennes en Dijon geëlektrificeerd.